# Uta Süße-Krause
Uta Süße-Krause (* 2. September 1955 in Maulbronn) ist eine deutsche Photographin und Musikerin.
Uta Süße-Krause studierte ab 1976 Deutsch und Musik in Heidelberg und ab 1979 Photographie und Film in Köln. Sie war bei verschiedenen Fernsehsendern an Sendungen für Kinder beteiligt, so beim WDR an der Sendung mit der Maus.
Von 1998 bis 2000 lehrte sie Fotografie im Fach Kunst an der Pädagogischen Hochschule in  Heidelberg.
Sie arbeitet seit 1989 als freie Fotografin und ist mit zahlreichen Ausstellungen und Veröffentlichungen hervorgetreten. Uta Süße-Krause ist verheiratet mit dem Bildhauer und Autor Hatto Zeidler.

## Werke (Auswahl)
- Schwarzwaldklöster, Texte: Martin Neher und Jeff Klotz, Fotografie:Uta Süße-Krause, Klotz, Neulingen 2022 ISBN 978-3-948968-069
- Cellisten, Imhof, Petersberg, 2. Aufl. 2011, ISBN 978-3-86568-540-7
- Maulbronn, Text: Michael Hübl, Braun, Karlsruhe 2005, ISBN 978-3-7650-8331-0
- Menschen mit Ichthyose, Selbsthilfe Ichthyose e.V., Lauterbach 2003, ISBN 3-00-011199-9
- Tibor: Sachliches und Poetisches über Gamben und Tibor Ehlers, Texte: Hatto Zeidler, SAV, Stuttgart 2002, ISBN 978-3-920801-51-3
- Wie der Esel wohl hieß? Mit Günther Mahal und Jakob August Lorent, Centaurus, Freiburg 1996, ISBN 978-3-8255-0086-3

## Ausstellungen (Auswahl)
- 2002 London, Sutton Library London meets Maulbronn
- 2002 Stuttgart, Liederhalle Abstraktionen zu Neuer Musik
- 2003 Stuttgart,  Haus der Wirtschaft, G8-Gipfel der Wirtschaftsminister New York bis Berlin
- 2004 Berlin,  Museum für Kommunikation warZeichen
- 2004 Berlin, Art Forum, artery Berlin: warZeichen
- 2006  Berlin, Landesvertretung Baden-Württemberg, Kloster Maulbronn
- 2006 Frankfurt, Kronberg, Streitkirche, High Culture
- 2006 Berlin, Philharmonie High Culture, Ausstellung zum E. Feuermann-Cellowettbewerb
- 2007 Karlsruhe, Orgelfabrik, Jenseits der Zeit
- 2008 Toronto, Canada, Steam Whistle Gallery, Beyond Time
- 2008 Mondsee, Österreich, Kreuzgang Schloss Mondsee, High Culture
- 2008 Stuttgart, GalerieZ, Fotografien von 2000 bis 2008
- 2009 St. Moritz, Maloja Palace, Opernfestspiele High Culture
- 2010 Schloß Villa Ludwigshöh, Pfalz Cellisten
- 2010 München, Gasteig  Cellisten
- 2010 Berlin, Philharmonie  Cellisten